# ریوهی آرای (بازیکن فوتبال)
ریوهی آرای (ژاپنی: 新井 涼平؛ زادهٔ ۳ نوامبر ۱۹۹۰) یک بازیکن فوتبال اهل ژاپن است.
از باشگاه‌هایی که در آن بازی کرده‌است می‌توان به اشگاه فوتبال اومیا آردیجا، باشگاه فوتبال گیفو و باشگاه فوتبال گراونز کیتاکیوشو اشاره کرد.